# Luhiwka
Der ukrainische Ort Luhiwka (ukrainisch Лугівка,  russisch Луговка) geht auf das russlandmennonitische Dorf Fürstenau zurück.

## Fürstenau
Der Ort wurde 1806 am Südufer des Tokmak von 12 flämischen Familien aus Westpreußen gegründet. Der Name bezieht sich auf ein Dorf in Preußen. Im Jahr 1810 ließen sich weitere neun Familien nieder. Die Dorfstraße verlief parallel zum Fluss und war beidseitig von Bauernhöfen gesäumt. Im Norden wurde eine Baumschule angelegt. 1908 gab es im Dorf zwei Windmühlen und eine Ziegelei. Viele Bauern verkauften ihre Höfe an Wilhelm Neufeld. 1915 wurde das Dorf in Dolina Luganowka umbenannt, seit 1945 heißt es Luhiwka.

## Dorfschule
Die Schule befand sich in der Mitte der Siedlung und hatte einen Unterrichtsraum und ein Lehrerzimmer. Das Gebäude aus Backstein war mit Tonziegeln gedeckt, die Dachform entsprach dem sogenannten Cornies Stil. 1921 wurde die Schule zu einer russischen umfunktioniert. Heute dient das Gebäude als Bibliothek und Krankenhaus.

## Wohnhaus Wilhelm Neufeld
Das Gebäude befindet sich gegenüber der Dorfschule. Der Bau im viktorianischen Stil hat eine prächtig verzierte Hauptfassade. Die Familie wurde 1921 enteignet. Heute ist der Bau ein Gemeindezentrum.